# Obroszyn
Obroszyn (ukr. Оброшине) – miejscowość na Ukrainie, w rejonie lwowskim (do 2020 roku w rejonie pustomyckim) obwodu lwowskiego, siedziba hromady Obroszyn.
Położony jest 14 km od Lwowa, 4186 mieszkańców.
Znajduje się tu stacja kolejowa.

## Historia

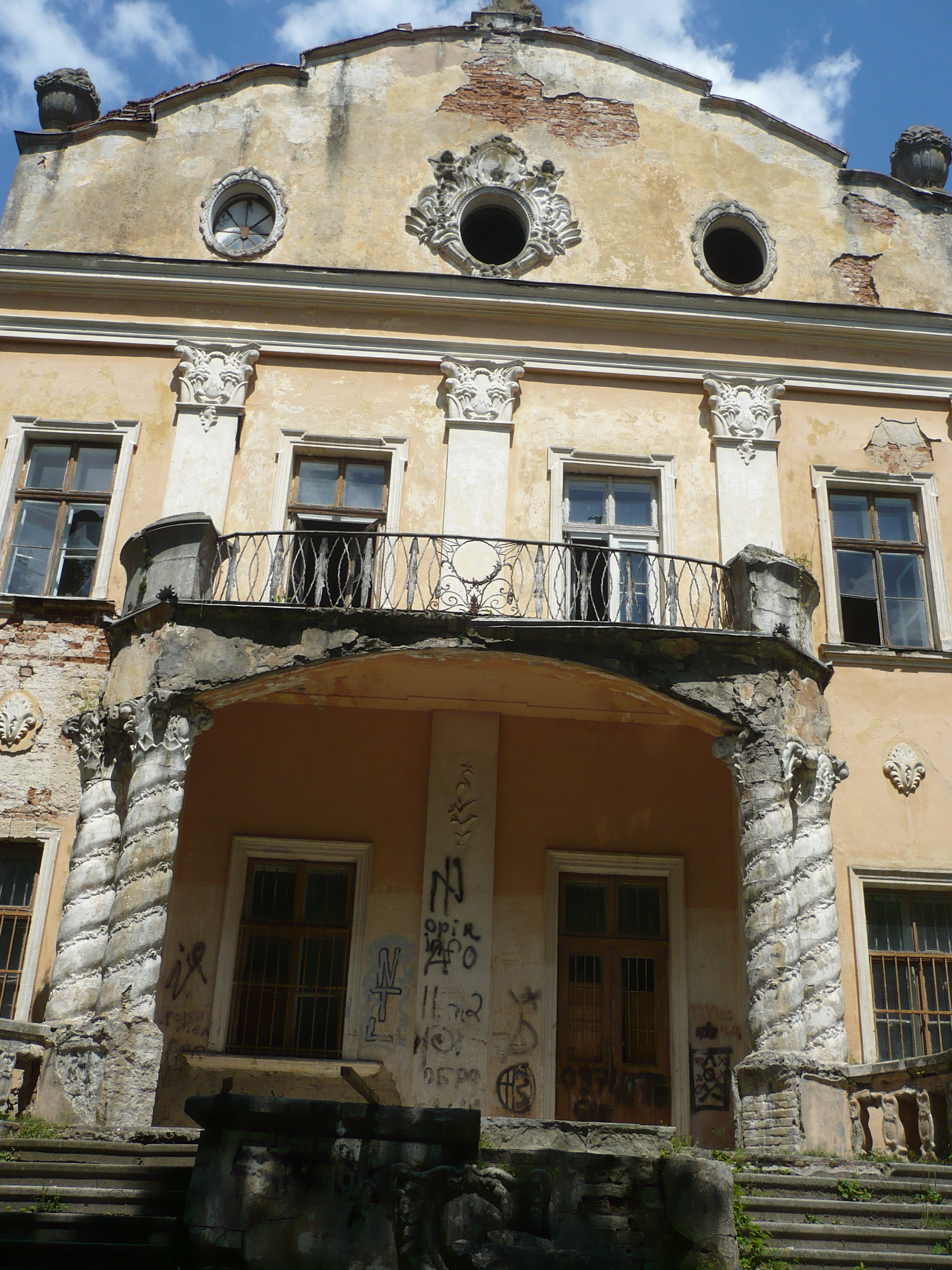
Tylna elewacja

W XV w. znajdował się tu mały folwark należący do króla, założony w 1456 przez Kazimierza Jagiellończyka. Za jego zgodą nabył go arcybiskup lwowski Grzegorz z Sanoka. Od tego momentu prawie przez pięć wieków majątek należał do kurii we Lwowie (własność kanoników lwowskich). Arcybiskup Jan Skarbek postanowił o budowie letniej rezydencji według projektu Jozefa Fontany, bowiem Zamek w Dunajowie położony był za daleko od Lwowa. Prace przy rezydencji kontynuowali biskupi Mikołaj Ignacy Wyżycki i Wacław Hieronim Sierakowski a Ferdynand Onufry Kicki erygował we wsi parafię i zbudował kościół. Pod koniec XIX w. pałac został zaniedbany. W czasie I wojny światowej częściowo uszkodzony i zniszczony. Po wojnie arcybiskup Józef Bilczewski zlecił generalny remont. Po II wojnie światowej siedziba rolniczego instytutu badawczego.

## Zabytki
- Pałac w Obroszynie
- kościół z lat 1788-1791, murowany, pw. Podwyższenia Krzyża Świętego. Parafię w 1793 ufundował  Ferdynand Onufry Kicki, arcybiskup lwowski[2], który erygował we wsi parafię. Po II wojnie światowej użytkowany jako chlewnia. W 2007 opuszczony i zniszczony[3].

- Cerkiew z 1914 r.

## Urodzeni
- Josyf Sawka - poseł do Sejmu Ustawodawczego
- Ludwik Borkowski - polski logik, profesor.

## Galeria

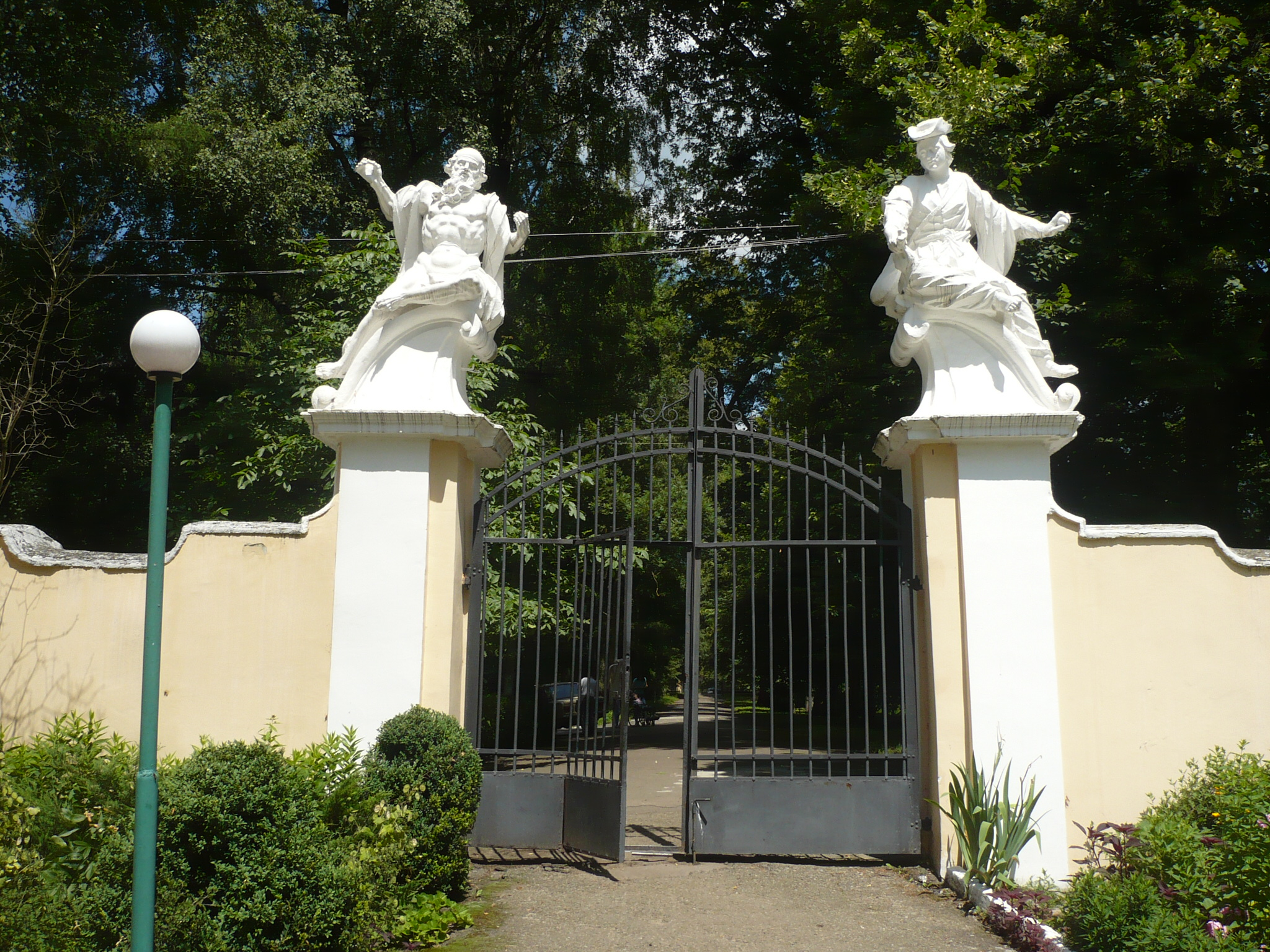
Brama
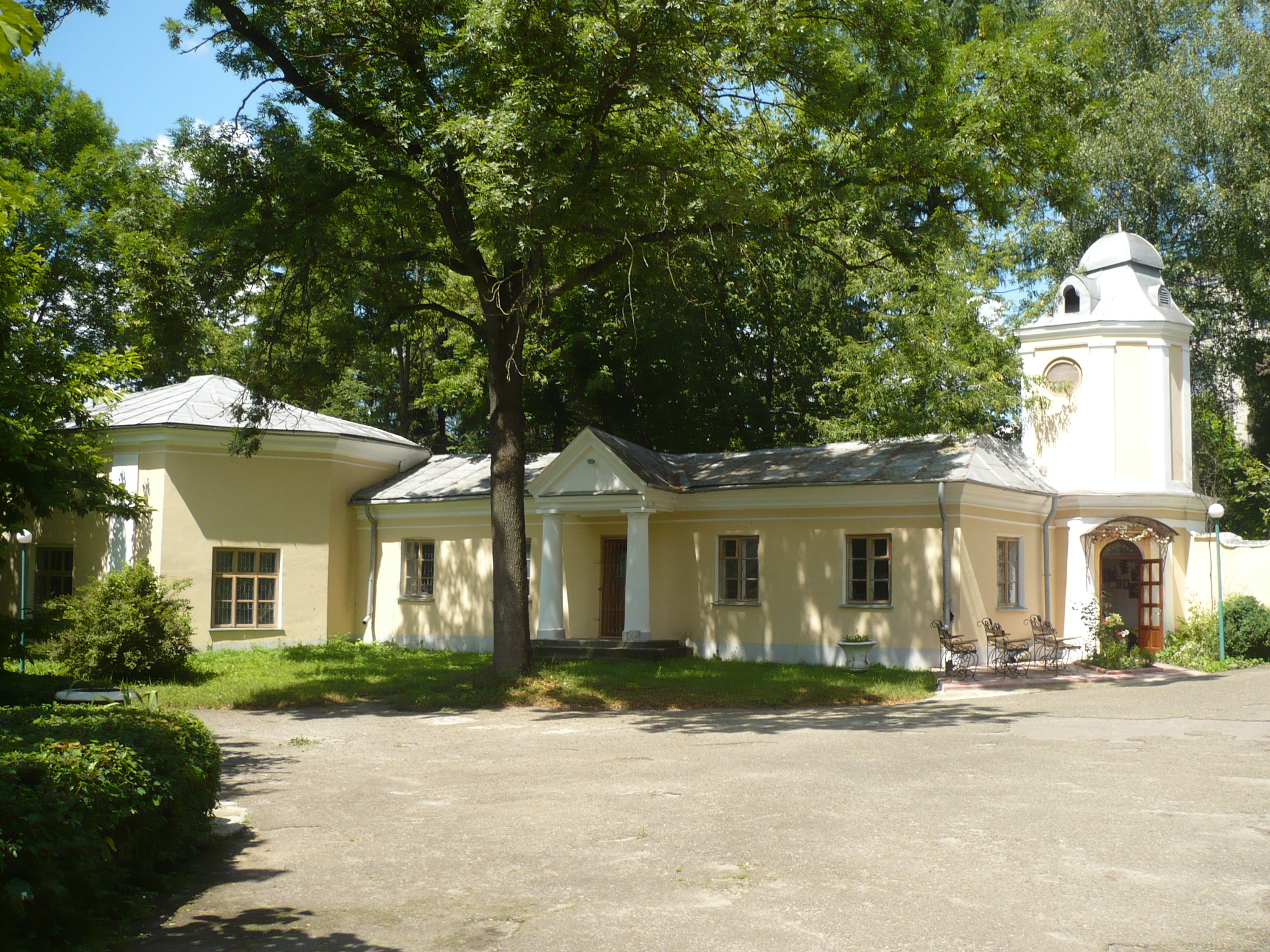
Budynki przy bramie
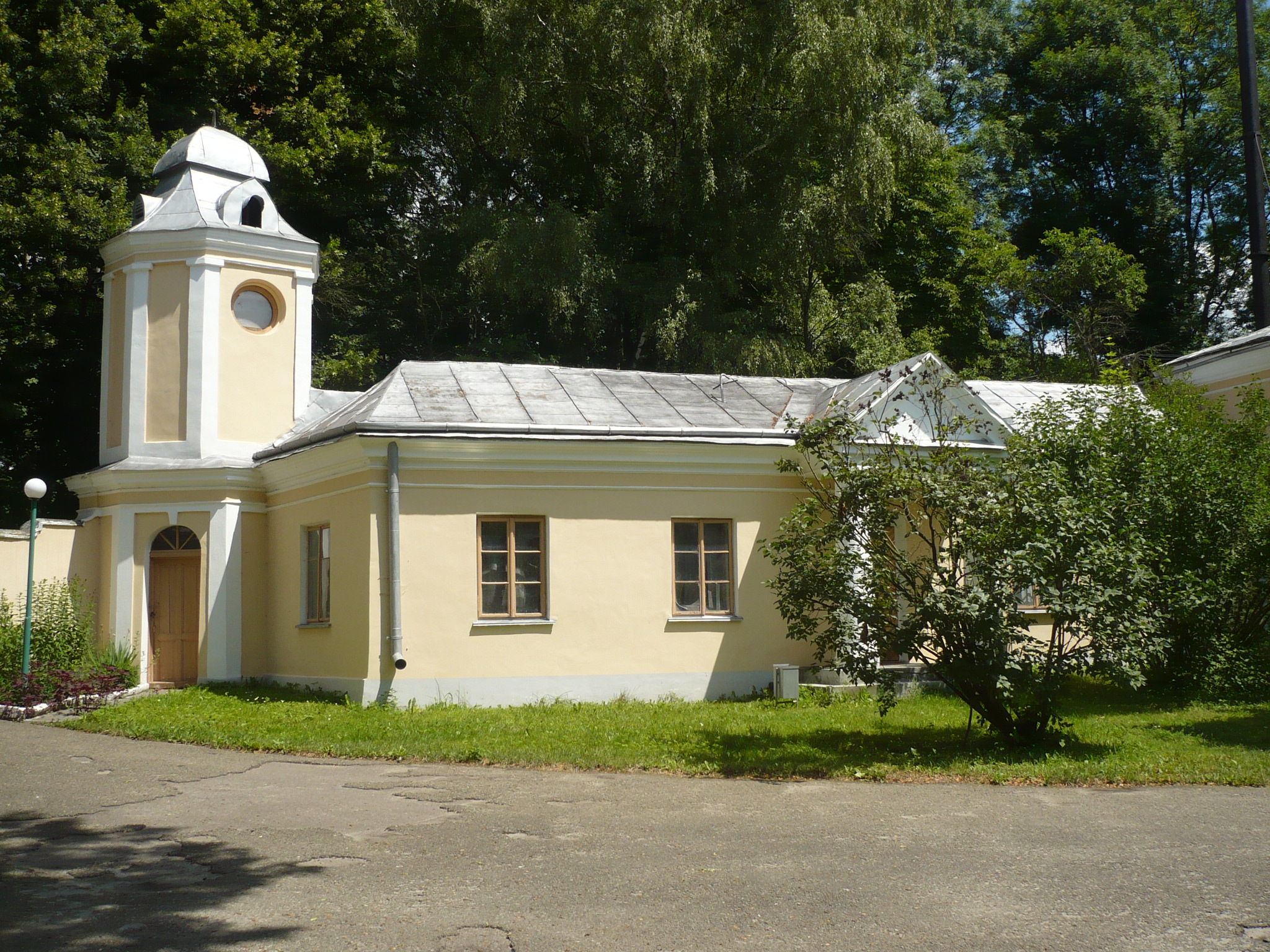
Budynki przy bramie
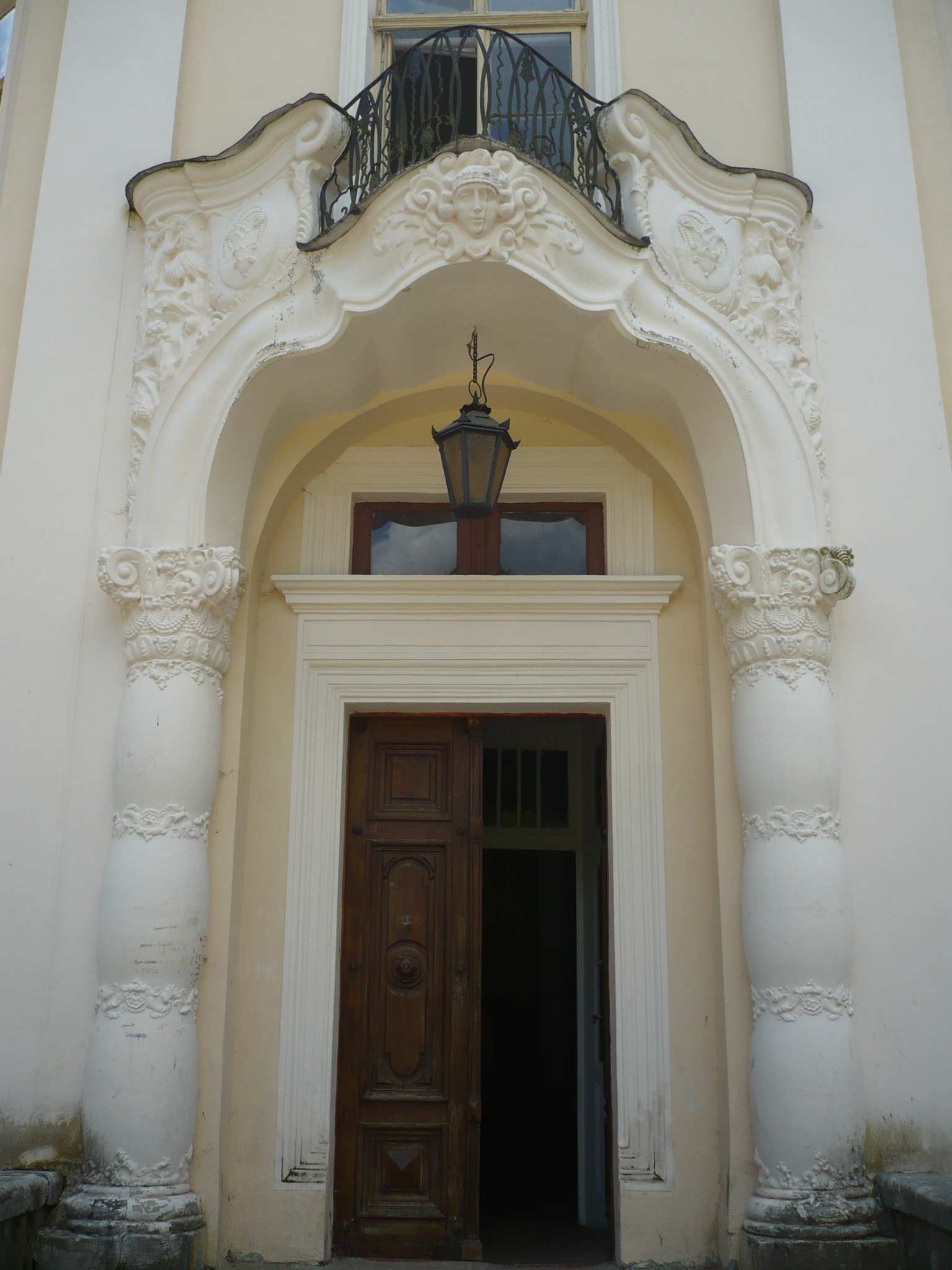
Portal
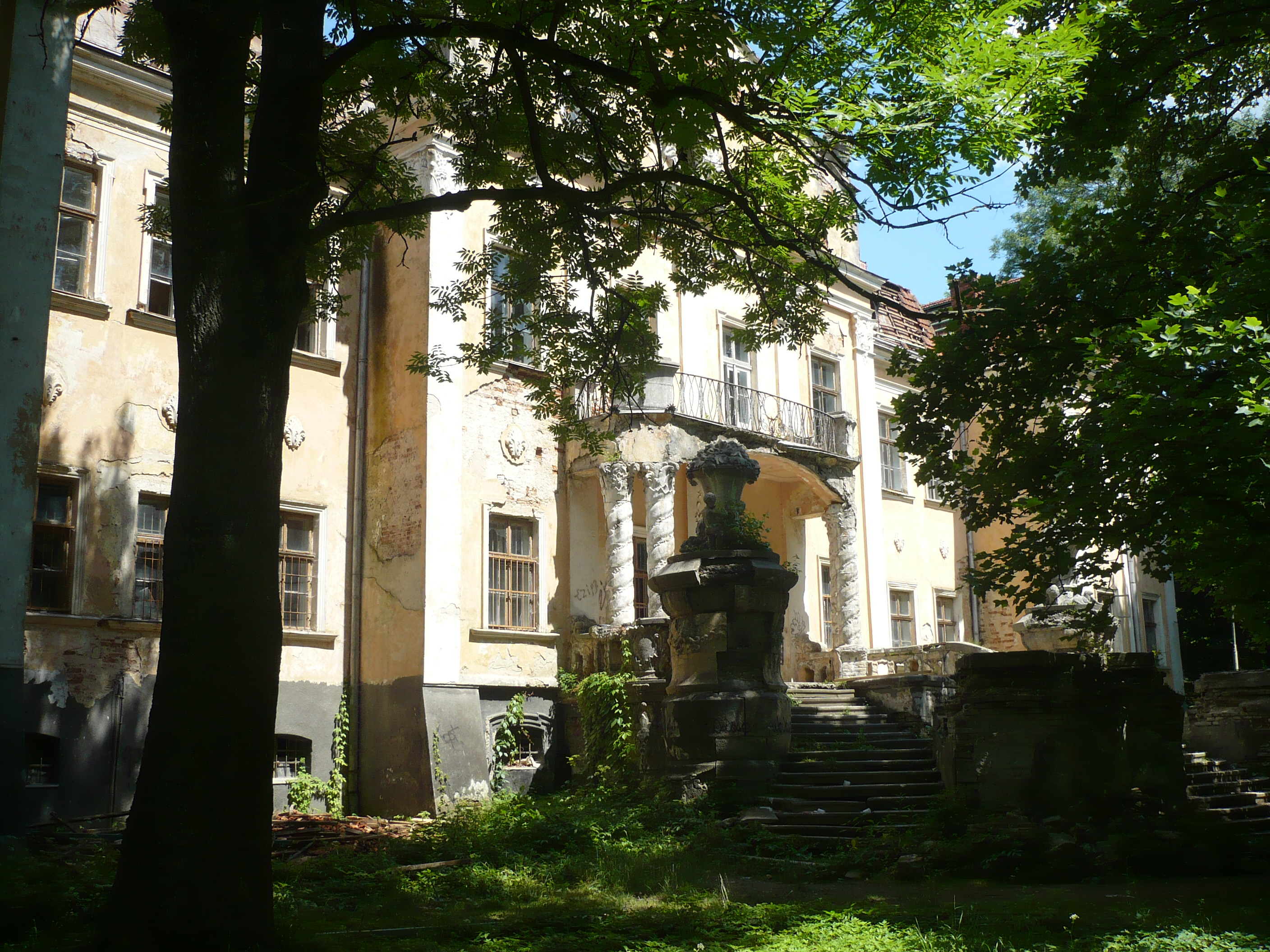
Pałac od ogrodu
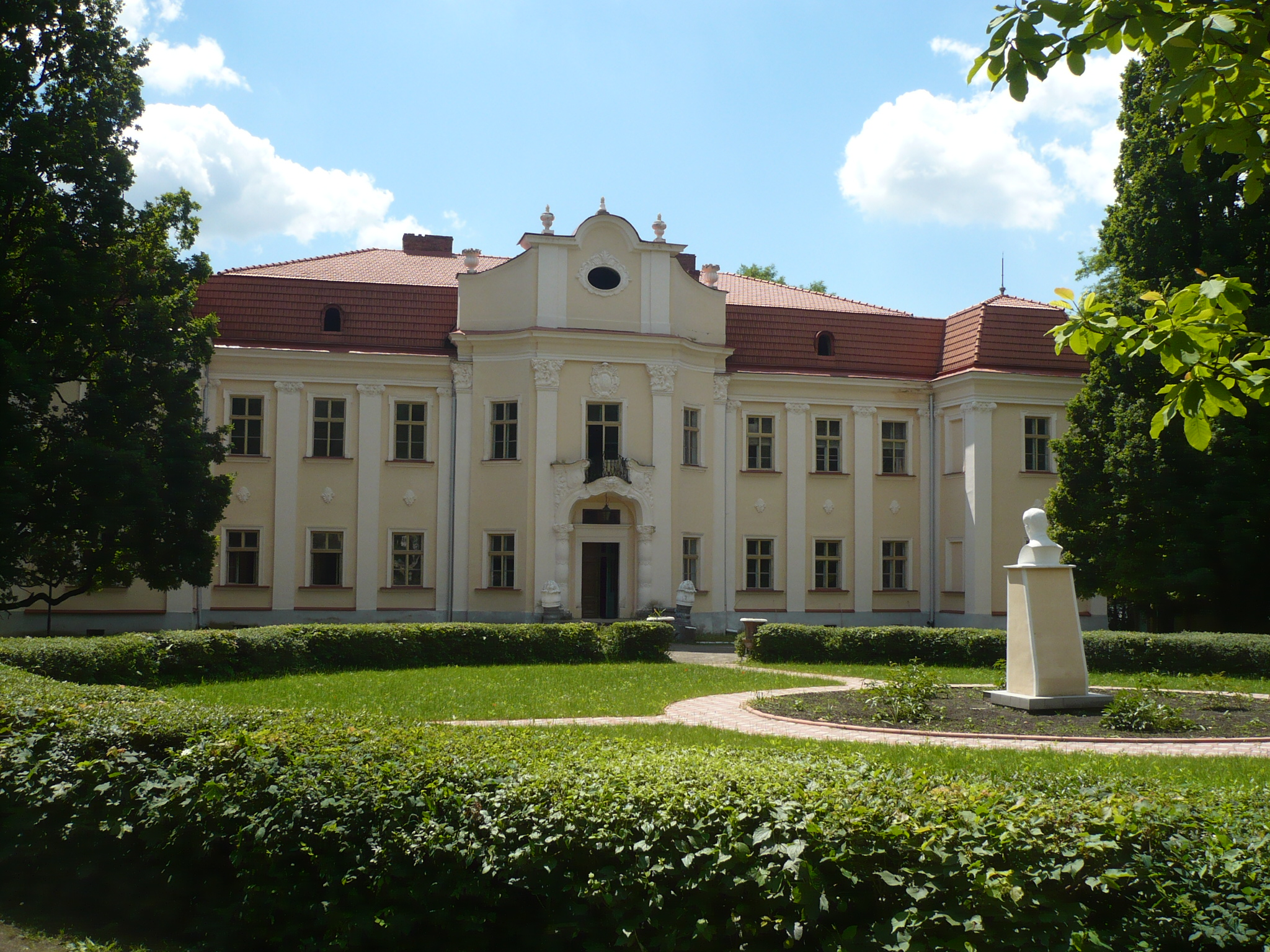
Pałac od ogrodu
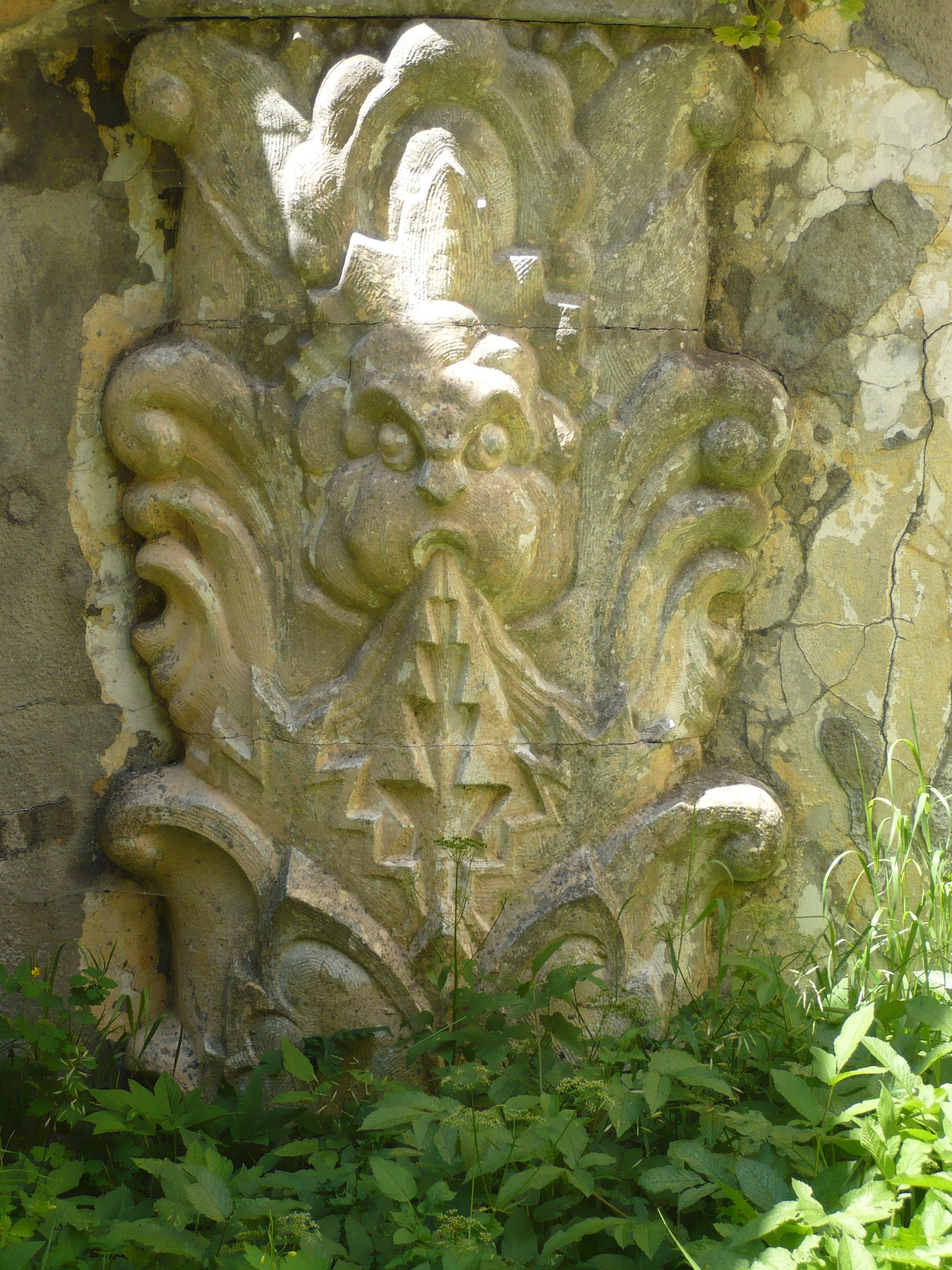
Płaskorzeźba od ogrodu
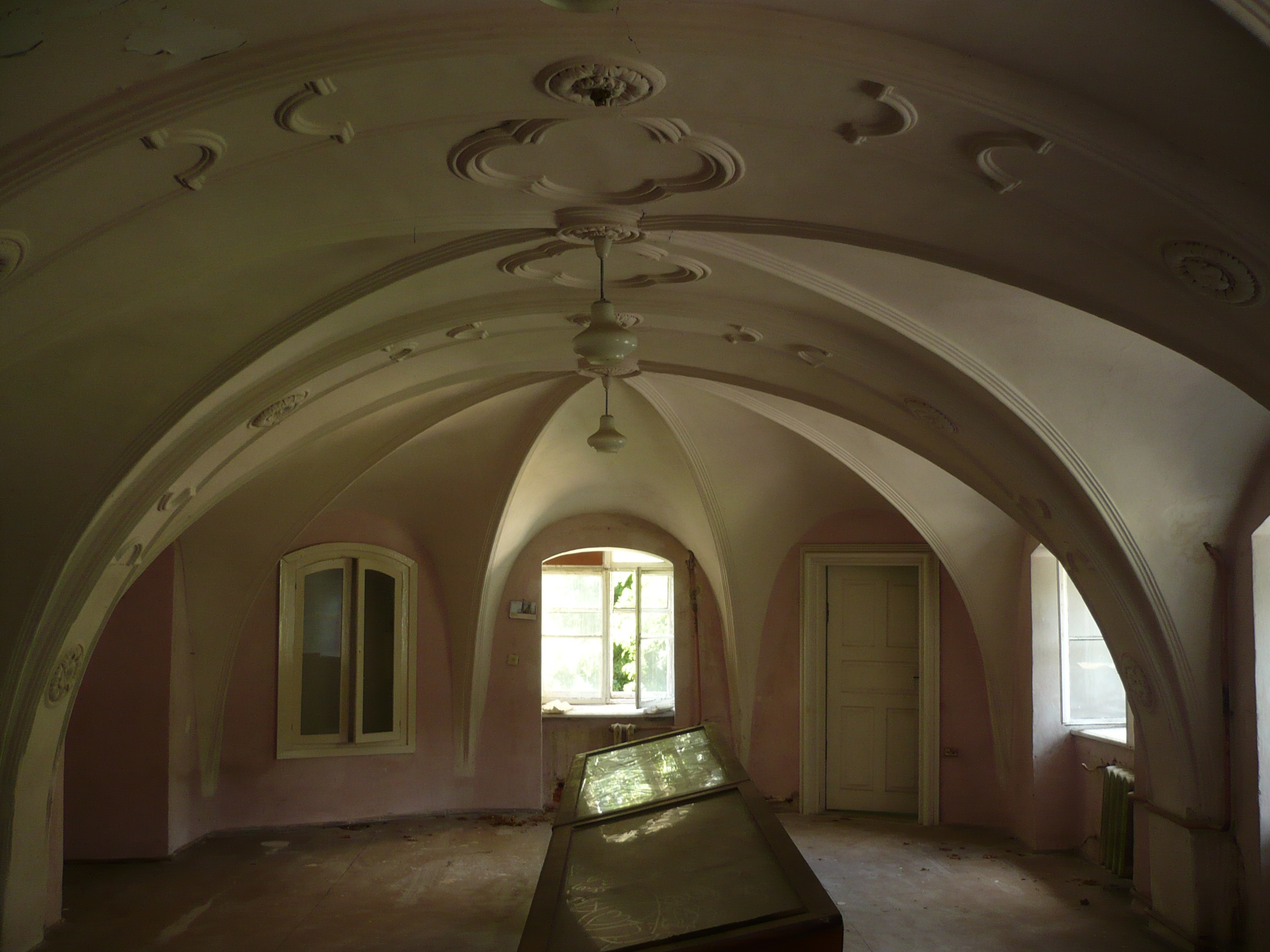
Sala pałacu
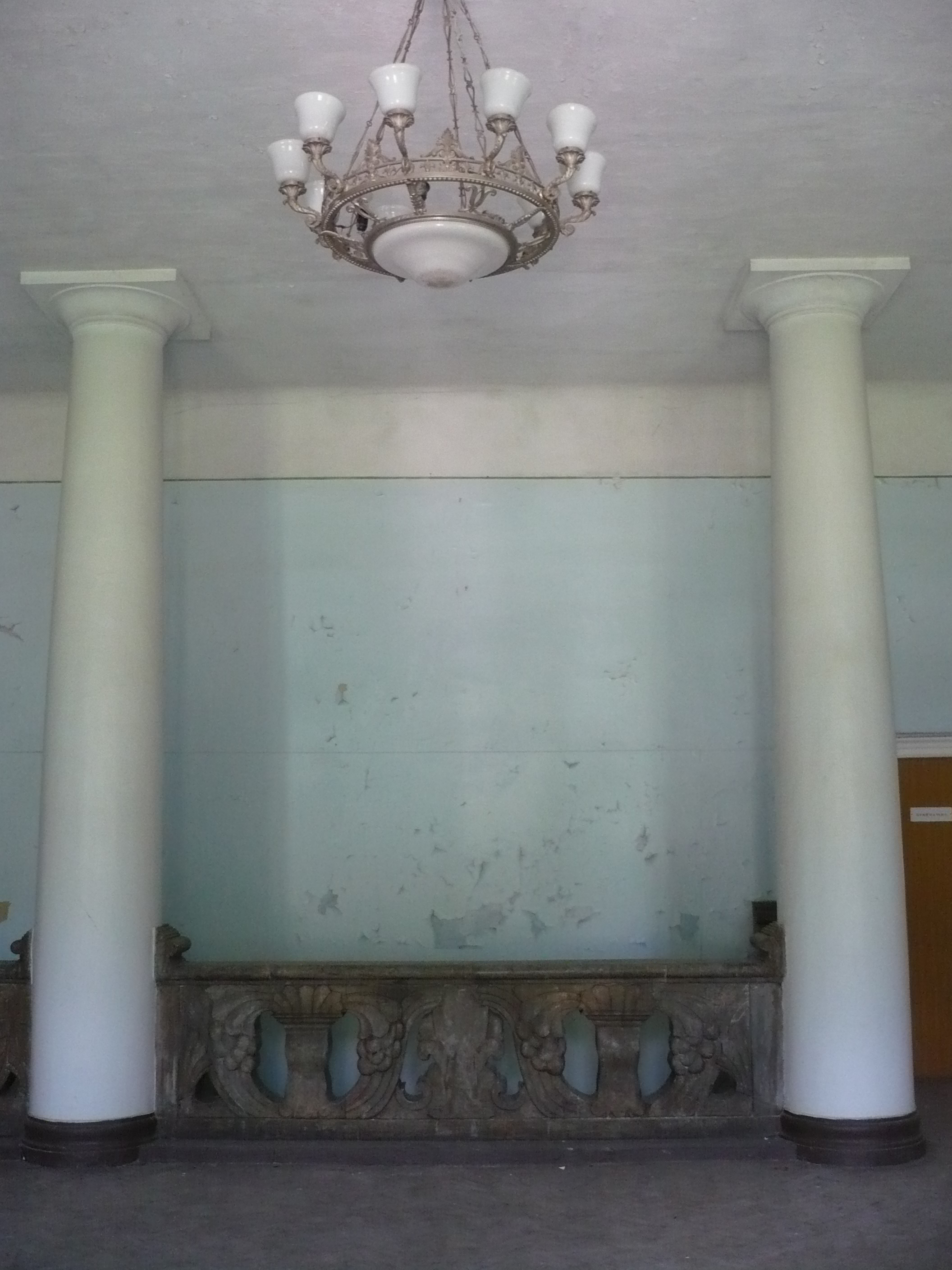
Hol na 1 piętrze
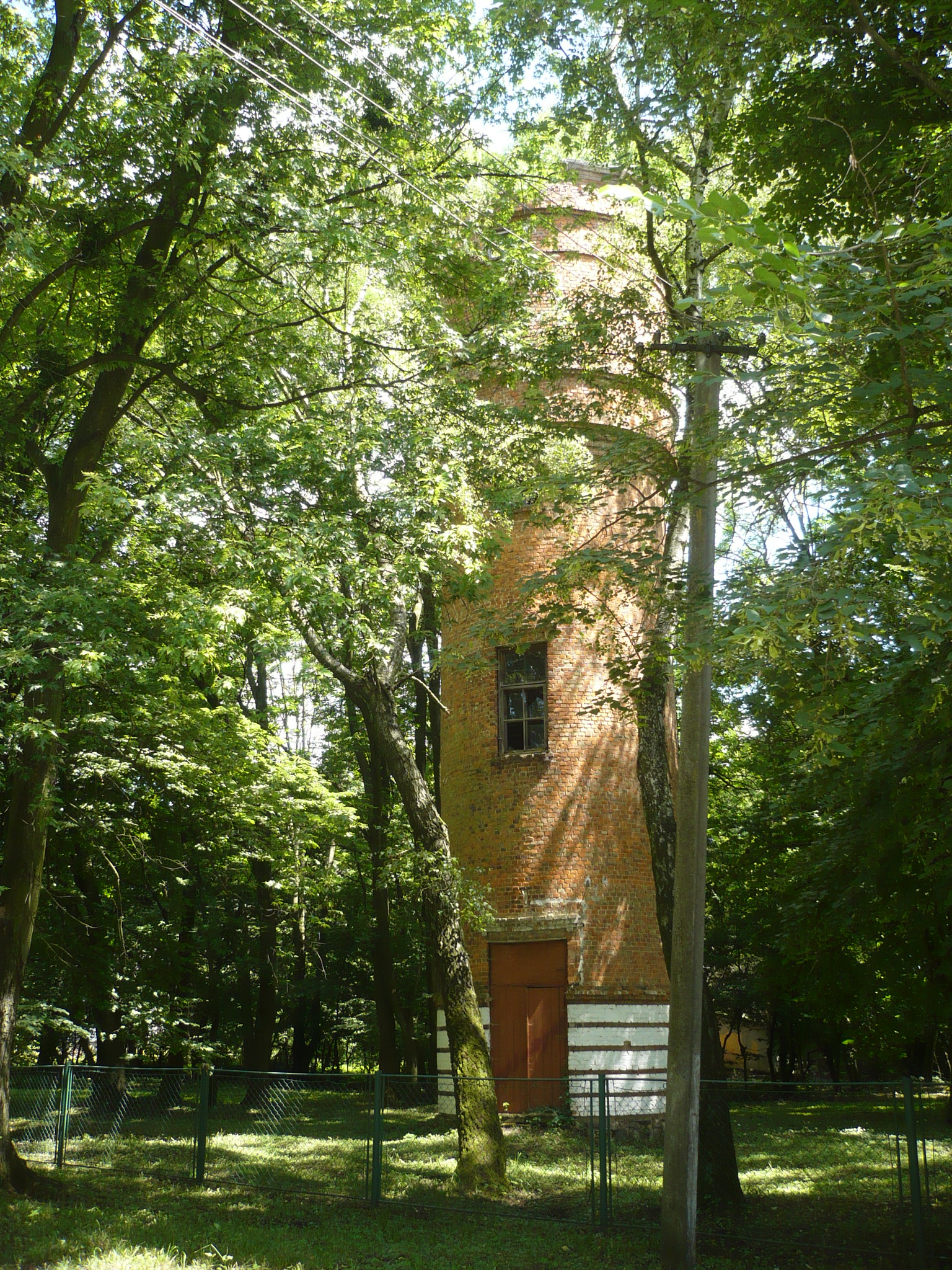
Wieża przy pałacu
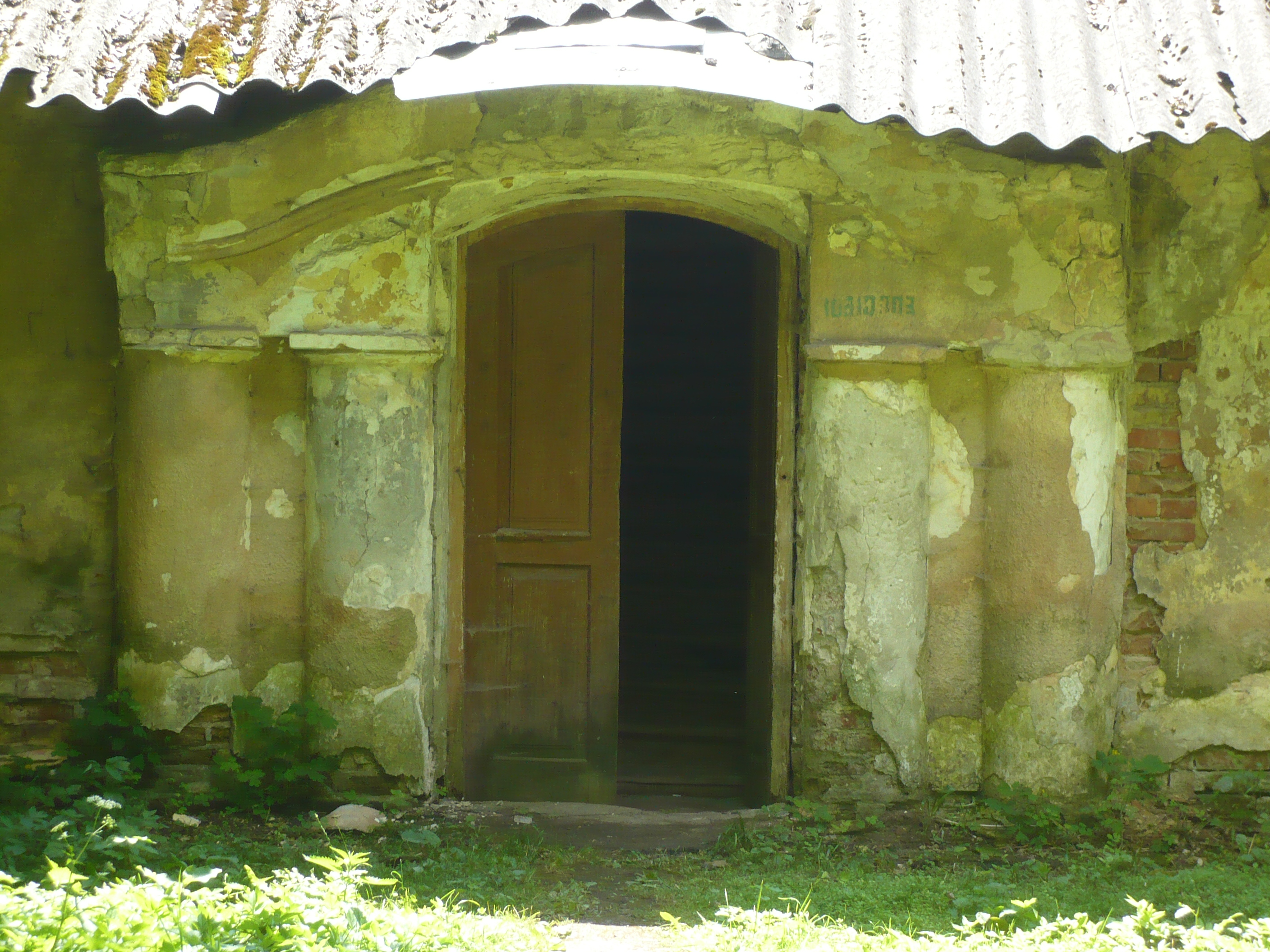
Budynek przy pałacu
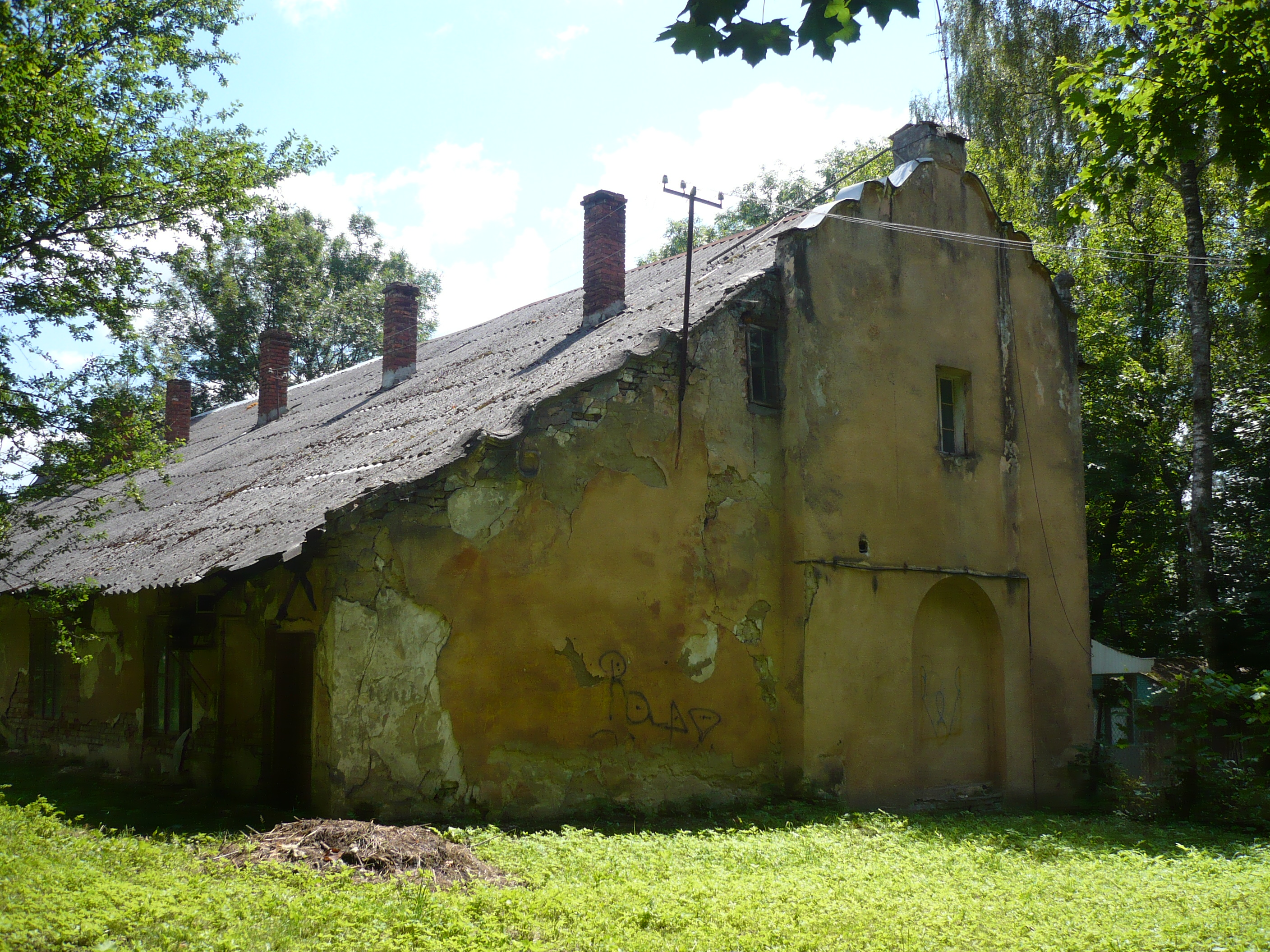
Budynek przy pałacu
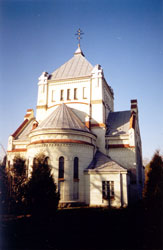
Cerkiew z 1914 r.